# Ковальський Леонід Миколайович
Леонід Миколайович Ковальський (18 березня 1943, с. Веприк, Київська обл. — 25 березня 2019, м. Київ) — український архітектор, дійсний член Української академії архітектури, член Національної спілки архітекторів України. Доктор архітектури (1996), професор (1997), завідувач кафедри теорії архітектури Київського національного університету будівництва і архітектури (2008—2019).

## Біографія
Народився 18 березня 1943 року у селі Веприк, Київська область.
У 1965 р. закінчив архітектурний факультет Київського інженерно-будівельного інституту. Працював у Науково-дослідному інституті експериментального проектування (КиївЗНДІЕП) керівником наукових підрозділів, заступником директора інституту.
Запропонував нові типи будинків навчальних закладів, впроваджені в проекти шкільних будівель, реалізовані в Україні та закордоном, керівник та учасник розробок державних будівельних нормативних документів. Головний архітектор концептуальних проектів Ляонінського університету в м. Шеньян (Китай, 2002), університетського комплексу в м. Далян (Китай, 2005).
Проектну діяльність суміщав із науково-педагогічною в Київському національному університеті будівництва і архітектури, де у 2008 р. очолив кафедру теорії архітектури. Як педагог підготував 14 кандидатів і 2 докторів архітектури. Член експертної ради Вищої атестаційної комісії України, експертної ради з атестації наукових кадрів при Міністерстві освіти і науки України, спеціалізованої вченої ради по захисту дисертацій при КНУБА, очолював державні екзаменаційні комісії на архітектурних факультетах вищих навчальних закладів України.

Могила Леоніда Ковальського, Байкове кладовище

За значний особистий внесок у розвиток української архітектури відзначений грамотою Президії Верховної Ради України (1986), знаком «Відмінник освіти» МОН України (2008), знаком Асоціації навчальних закладів України приватної форми власності (2008).
Помер на 77-му році життя 25 березня 2019 року. Похований у колумбарії Байкового кладовища.

## Сім'я
Дружина — Ковальська Галина Георгіївна (1946), донька — Ковальська Гелена Леонідівна (1976), доктор архітектури, професор. Онуки: Юлія (2003), Денис (2006).

## Публікації
Леонід Миколайович — автор більше 200 наукових праць, серед яких монографії, навчальні посібники та підручники:
- Ковальский Л. Н. «Архитектура учебных зданий», 1980—144 с.
- Ковальский Л. Н. Кирьянова Н. Н., Шпаковская В. Т. «Архитектурно-художественное оформление школ», 1984—104 с.
- Ковальский Л. Н. «Архитектура учебно-воспитательных зданий», 1988—144 с.
- Ковальський Л. М., Кузьміна Г. В., Ковальська Г. Л. Архітектурне проектування висотних будинків. Навчальний посібник/ під заг. ред. Л. М. Ковальського. — К.:КНУБА, 2010. — 122с.
- Ковальський Л. М., Ковальська Г. Л. Архітектура вищих навчальних закладів. Університети 3-го тисячоліття/.-К. : Основа, 2011.-256 с.
- Типологія громадських будинків і споруд. Навчальний посібник/ [Л. М. Ковальський, А. Ю. Дмитренко, В. М. Лях та ін.]; під заг. ред. Л. М. Ковальського, В. М. Ляха. — К.:Основа, 2012.-272 с
- Архітектурна типологія громадських будинків і споруд. Підручник/ [Л. М. Ковальський, А. Ю. Дмитренко, В. М. Лях та ін.]; під заг. ред. докт. арх., проф. Л. М. Ковальського, канд. техн. наук, доцента А. Ю. Дмитренка.-К., ТОВ "НВП «Інтерсервіс», 2018.-484 с. , 2018. — 484 с.